# Александър Кънингам
Сър Александър Кънингам (на английски: Sir Alexander Cunningham) е шотландски археолог, изтоковед, индолог, военен топограф, инженер.

## Биография

### Произход и военна кариера (1814 – 1832)
Роден е на 23 януари 1814 г. в Лондон, Англия, в семейството на шотландския поет Алън Кънингам (1784 – 1842) и Жан Уолкър (1791 – 1864). Завършва военния колеж в Чатъм като инженер топограф, със звание лейтенант.
На 19-годишна възраст заминава като военен инженер в Индия, където през юни 1833 г. се среща с известния археолог Джеймс Принсеп, който запалва в него интересът му към археологията. От 1836 до 1840 г. е адютант на лорд Оклънд, генерал-губернатор на Индия.

### Изследователска дейност (1846 – 1885)

#### Изследвания в Индия (1846 – 1861)
През 1846 – 1847 г. възглавява военна топографска експедиция по демаркацията на границата на английските владения с Китай в района на Западните Хималаи. В резултат на двегодишната си дейност изработва точна за времето си орографска и топографска карта на района (около 200 хил. км2), на която помества няколко хребета: Пир-Панджал, разчленен от дълбоки дефилета; на север от главната хималайска верига картира хребета Заскар, като го проследява на 400 км между долното течение на река Шинго и 32° с.ш. (цялата дължина на хребета е около 600 км); още по-на север отбелязва хребета Кайлас, но не успява да отрази вярно неговото положение, като включва в него и хребета Ладакх. Освен това Кънингам картира планината Деосан и по китайски източници части от Каракорум.
Сътрудникът на Кънингам, военния топограф Хенри Стречи, извършва многократно пресичане на басейните на горните течения на Инд и Ганг (около 200 хил. км2) и им съставя детайлна топографска карта. Сравнително точно нанася теченията на реките Синги и Гартанг, съставящи на Инд, а също и горните течения на Сатледж и Чинаб и всички притоци на Инд, в т.ч. Шайок и Заскар.
През 1851 г. изследва будистките паметници в Централна Индия. От 1856 до 1858 г. е главен инженер-топограф в Бирма, а от 1858 до 1861 г. – в Северозападните индийски провинции.

#### Археологически изследвания (1861 – 1866 и 1870 – 1885)
През 1861 г. е основано индийското археологическо дружество и Кънингам е назначен за ръководител на археологическия надзор на археологическите паметници и заема този пост с прекъсвания до 1885 г. През първия период от мандата си 1861 – 1865 г. издава първите два тома за археологическото изследване на Индия и след забраната за археологически изследвания в Индия, през 1866 г. напуска страната и се връща в Англия и до 1870 г. е директор на Лондонската банка. През 1867 г. му е присъдено рицарско звание.
През 1870 г. е вдигната забраната за археологически изследвания в Индия и Кънингам отново се връща там като заема прекъснатия си мандат в индийското археологическо дружество и активно се заема с нови изследвания. Автор е на 11 обемисти труда по археология на Индия.
Името на Кънингам се свързва с разкопки на много места в Индия, включително Сарнат, Санчи и Храма Махабодхи. В случая с Махабодхи неговата работа по възстановяването на храма е завършена от Анагарика Дхармапала, пионер на възраждането на будизма в Индия.

### Последни години (1885 – 1893)
Пенсионира се на 30 септември 1885 г. и се връща в Лондон, като продължава да пише книги за археологически разкопки и наръчници за антични монети.
Умира на 28 ноември 1893 г. в дома си в Южен Кенсингтън на 79-годишна възраст. Погребан е в гробищата „Kensal Green“ в Лондон. Съпругата му почива по-рано и те оставят двама сина, подполковник Aлън Кънингам (1842 – 1928) от групата Бенгал и Кралски инженери, и сър Александър Кънингам (1852 – 1935) на индийска гражданска служба.

## Награди
- 20 май 1870 – орден „Звездата на Индия“ (CSI);
- 1878 – орден „Рицар на Индийската Империя“ (CIE);
- 1887 – получава титлата „Командващ Рицар на Ордена на Индийската Империя“.[2]

## Съчинения
- An essay on the Arian order of architecture (1846).
- Ladak, physical, statistical and historical (1854).
- The Bhilsa topes (1854).
- Archaeological survey of Indian (1871).
- Corpus inscriptionum Indicarum (I, 1878).
- The Stûpâ of Bharhut, a Buddhist monument (1879).
- Book of Indian eras (1883).